# Prêmio Bibi Ferreira de Melhor Atriz Coadjuvante em Musical
O Prêmio Bibi Ferreira para Melhor Atriz Coadjuvante em Musical é um prêmio anual destinado a melhor interpretação coadjuvante feminina do teatro musical brasileiro. 
A categoria está presente desde a primeira edição da premiação, ocasião em que Lucinha Lins ganhou por sua atuação em Rock in Rio, o Musical.
Ao todo 38 atrizes foram indicadas para essa categoria desde 2013. Giulia Nadruz é atualmente a atriz que recebeu mais indicações para a categoria, com três ao todo, sendo em 2015 por Chaplin, o Musical , em 2016 por Cinderella  e em 2022 por Barnum – O Rei do Show.

## Vencedoras e indicadas
| Ano       | Vencedora e indicadas          | Musical                                             |
| --------- | ------------------------------ | --------------------------------------------------- |
| 2013      | Lucinha Lins                   | Rock in Rio - O Musical                             |
| 2013      | Andrea Marquee                 | Vingança, o Musical                                 |
| 2013      | Evelyn Castro                  | Tim Maia - Vale Tudo, O Musical                     |
| 2013      | Izabella Bicalho               | Tim Maia - Vale Tudo, O Musical                     |
| 2013      | Laura Lobo                     | A Família Addams                                    |
| 2014      | Kiara Sasso                    | A Madrinha Embriagada                               |
| 2014      | Hellen de Castro               | Crazy For You                                       |
| 2014      | Liane Maya                     | Crazy For You                                       |
| 2014      | Nanni Souza                    | Rita Lee Mora ao Lado                               |
| 2015      | Adriana Quadros                | Mudança de Hábito                                   |
| 2015      | Evelyn Castro e Juliane Bodini | Cássia Eller, o Musical                             |
| 2015      | Fafy Siqueira                  | Se Eu Fosse Você, o Musical                         |
| 2015      | Giulia Nadruz                  | Chaplin, o Musical                                  |
| 2015      | Luciana Ramanzini              | Urinal, o Musical                                   |
| 2016      | Jana Amorim                    | Antes Tarde do que Nunca                            |
| 2016      | Giulia Nadruz                  | Cinderella                                          |
| 2016      | Paula Capovilla                | Meu Amigo Charlie Brown                             |
| 2016      | Thais Piza                     | We Will Rock You                                    |
| 2016      | Totia Meirelles                | Cinderella                                          |
| 2017      | Andrezza Massei                | Les Misérables                                      |
| 2017      | Adriana Lessa                  | Cartola, o Musical                                  |
| 2017      | Anna Toledo                    | Lembro Todo Dia de Você                             |
| 2017      | Laura Lobo                     | Les Misérables                                      |
| 2017      | Nábia Vilela                   | Roque Santeiro, o Musical                           |
| 2018      | Cláudia Raia                   | Cantando na Chuva                                   |
| 2018      | Andrezza Massei                | A Pequena Sereia                                    |
| 2018      | Maria Clara Gueiros            | Se Meu Apartamento Falasse                          |
| 2018      | Mirna Rubim                    | O Som e a Sílaba                                    |
| 2018      | Nábia Vilela                   | Cantando na Chuva                                   |
| 2019      | Inah de Carvalho               | Billy Elliot                                        |
| 2019      | Carol Badra                    | As Cangaceiras                                      |
| 2019      | Carol Bezerra                  | Natasha, Pierre e O Grande Cometa de 1812           |
| 2019      | Ingrid Guimarães               | Annie                                               |
| 2019      | Lia Canineu                    | Sunset Boulevard                                    |
| 2020/2021 | Carol Costa                    | Chaves - Um Tributo Musical                         |
| 2020/2021 | Analu Pimenta                  | A Cor Púrpura, o Musical                            |
| 2020/2021 | Isabel Fillardis               | Dona Ivone Lara, o Musical                          |
| 2020/2021 | Mira Haar                      | Pippin                                              |
| 2020/2021 | Thais Piza                     | Escola do Rock, o Musical                           |
| 2022      | Marina Mathey                  | Brenda Lee, O Palácio das Princesas                 |
| 2022      | Giulia Nadruz                  | Barnum – O Rei do Show                              |
| 2022      | Kiara Sasso                    | Barnum – O Rei do Show                              |
| 2022      | Lilian Valeska                 | Chicago                                             |
| 2022      | Pamela Rossini                 | A Família Addams                                    |
| 2023      | Bel Lima                       | Alguma Coisa Podre!                                 |
| 2023      | Carol Costa                    | Anastasia, o Musical                                |
| 2023      | Letícia Soares                 | Marrom, o Musical                                   |
| 2023      | Liane Maya                     | Além do Ar - Um Musical Inspirado em Santos Dummont |
| 2023      | Luciana Ramanzini              | O Pequeno Príncipe, o Musical                       |
| 2024      | Larissa Carneiro               | Um Grande Encontro, o Musical                       |
| 2024      | Bruna Guerin                   | Kiss Me Kate! O Beijo da Megera                     |
| 2024      | Fafy Siqueira                  | Kiss Me Kate! O Beijo da Megera                     |
| 2024      | Luciana Ramanzini              | Codinome Daniel                                     |
| 2024      | Thais Piza                     | Beetlejuice - O Musical                             |